# Червоная Горка (Днепропетровская область)
Червоная Горка (укр. Червона Гірка) — село,
Холодиевский сельский совет,
Пятихатский район,
Днепропетровская область,
Украина.
Код КОАТУУ — 1224588008. Население по переписи 2001 года составляло 37 человек .

## Географическое положение
Село Червоная Горка находится на одном из истоков реки Омельник,
на расстоянии в 1 км от сёл Владимировка и Холодиевка.
Река в этом месте пересыхает, на ней сделана запруда.